# Siphona futilis
Siphona futilis là một loài ruồi trong họ Tachinidae.